# Haiducești
Haiducești falu Romániában, Erdélyben, Fehér megyében. Közigazgatásilag Alsóvidra községhez tartozik.

## Fekvése
Goieşti mellett fekvő település.

## Története
Haiduceşti korábban Goieşti része volt. 1956 körül vált külön településsé136 lakossal.
1966-ban 133, 1977-ben 150, 1992-ben 108, 2002-ben pedig 109 román lakosa volt.